# آپنزل (شهر)
شهر اپانزل ' در بخش اپانزل در  ایالت اپانزل اینروداندر کشور سوئیس  واقع شده‌است که  ۵٬۵۰۰ نفر جمعیت دارد. این شهر فاقد شهرداری است و قسمت‌های مختلف آن توسط شهرداری‌های بخش‌های دیگر ایالت اپانزل اینروداندر شامل شوونده و روته کنترل می‌شود. 
شهر آپنزل که پایتخت یک نیمه ایالت است، در میان تپه ماهورها و چشم‌اندازهای زیبایی قرار گرفته‌است و از آن‌جا که بیشتر جذابیت و زیبایی قدیمی خود را حفظ کرده‌است به یک دهکده بیشتر شباهت دارد تا یک شهر و علی‌رغم صنایع روزافزون نساجی و گلدوزی در اقتباس روش زندگی دنیای خارج کند بوده‌است. با آن که لباس‌های محلی و قدیمی دیگر کمتر پوشیده می‌شود و تنها برای جشن‌های خاصی از آن‌ها استفاده می‌شود، هنوز هم گاه‌گاه در آپنزل به زنانی بر می خوریم که در لباس باستانی خود جلوی خانه‌هایشان نشسته‌اند و به‌سرعت مشغول بافتن یا دوختن می‌باشند . این شهر در نهایت پاکیزگی است و ساختمان‌ها هر چند قدیمی هستند اما نو به‌نظر می‌آیند.